# Johan Damkjær
Johan Damkjær (født 17. oktober 1984) er en dansk cand.oecon. og tidligere atlet som stillede op for AGF-Atletik. Han har tidligere løbet for Aarhus 1900, hvorfra han skiftede i foråret 2012.
Han startede sin løbekarriere relativt sent, da han i 2009 begyndte i Aarhus 1900. I 2010 blev nummer fire til en cross-runde i DAF's Vinterturnering. Året efter debuterede han på landsholdet, hvor han sluttede som nummer seks ved de NM 10.000 meter.
Den 2. december 2013, annoncerede Damkjær sit farvel til atletikken på konkurrenceplan via sin Twitter profil.

## Personlige rekorder
- 5000 meter: 14.33,16 2011
- 10000 meter: 29.52,94 2012
- 10 km landevej: 30.00 2012